# Францишково (Ліпновський повіт)
Францишково (пол. Franciszkowo, нім. Franzenshof) — село в Польщі, у гміні Скемпе Ліпновського повіту Куявсько-Поморського воєводства.
Населення — 76 осіб (2011).
У 1975-1998 роках село належало до Влоцлавського воєводства.

## Демографія
Демографічна структура станом на 31 березня 2011 року:
|          | Загалом | Допрацездатний вік | Працездатний вік | Постпрацездатний вік |
| -------- | ------- | ------------------ | ---------------- | -------------------- |
| Чоловіки | 38      | 4                  | 33               | 1                    |
| Жінки    | 38      | 12                 | 20               | 6                    |
| Разом    | 76      | 16                 | 53               | 7                    |